# Мун Чхе Вон
Мун Чхе Вон (кор. 문채원) — південнокорейська акторка найбільш відома своїми ролями у телевізійних серіалах «Добрий лікар», «Художник вітру» та фільмі «Війна стріл».

## Біографія
Мун Чхе Вон народилася в місті Тегу, коли вона була у шостому класі її родина переїхала до Сеула. Початком акторської кар'єри стали зйомки у серіалі Вперед скумбрія, вперед разом з Лі Мін Хо. Популярність прийшла до Мун після зйомок у серіалі «Художник вітру» де вона зіграла одну з
головних ролей, кісен що закохується в художника-жінку яка видає себе за чоловіка (роль виконує Мун Гинйон). Разом з Гинйон вони стали першими жінками які отримали нагороду Краща пара на врученні премії SBS драма, незважаючи на консерватизм корейського телебачення.
Зйомки у наступні драмі «Блискуча спадщина», що стала однією з найпопулярніших драм зібравши рейтинг 47,1 % в національному ефірі, ще більше підняла її популярність. Після чого вона виконувала єдину жіночу роль у історичному бойовику «Війна стріл», фільм став найкасовішим фільмом у Південної Кореї 2011 року. Більшість наступних фільмів та серіалів приносили Мун Чхе Вон визнання та численні нагороди.

## Фільмографія

### Телевізійні серіали
| Рік  | Назва                     | Роль                 | Мережа |
| ---- | ------------------------- | -------------------- | ------ |
| 2007 | «Вперед скумбрія, вперед» | Мін Юн Со            | SBS    |
| 2008 | «Художник вітру»          | Чан Хян              | SBS    |
| 2009 | «Блискуча спадщина»       | Ю Син Мі             | SBS    |
| 2009 | «Моя прекрасна леді»      | Йо Ї Чжу             | KBS 2  |
| 2010 | «Дорога № 1»              | Мін Йон Чжін (камео) | MBC    |
| 2010 | «Всі окей, донечко»       | Ин Че Рьон           | SBS    |
| 2011 | «Людина принцеси»         | Лі Се Рьон           | KBS 2  |
| 2012 | «Хороший хлопець»         | Со Ин Гі             | KBS 2  |
| 2013 | «Добрий лікар»            | Ча Юн Со             | KBS 2  |
| 2016 | «Бувай містер Блек»       | Свен                 | MBC    |
| 2017 | «Злочинні уми»            | Ха Сон У             | TvN    |
| 2018 | «Мама Фея та лісоруб»     | Сан Ок Нам           | TvN    |
| 2020 | «Квітка зла»              | Ча Чі Вон            | TvN    |
| 2023 | «Розплата»                | Пак Чун Кьон         | SBS TV |

### Фільми
| Рік  | Назва                      | Роль       |
| ---- | -------------------------- | ---------- |
| 2008 | «Наш викладач англійської» | Лі Ин Силь |
| 2011 | «Війна стріл»              | Чхве Ча Ін |
| 2014 | «В очікуванні»             | Йон Хї     |
| 2015 | «Прогноз кохання»          | Кім Хьон У |
| 2016 | «Настрій дня»              | Пе Су Чан  |
| 2018 | «Фенг Шї»                  | Чо Сан     |

## Нагороди
| Рік  | Нагорода                                            | Категорія                                             | Робота               | Результат | Прим.  |
| ---- | --------------------------------------------------- | ----------------------------------------------------- | -------------------- | --------- | ------ |
| 2008 | 16-та Корейська премія культури та розваг           | Краща нова акторка телебачення                        | «Художник вітру»     | Перемога  | [ 1 ]  |
| 2008 | 16-та Премія SBS драма                              | Краща пара разом з Мун Гинйон                         | «Художник вітру»     | Перемога  | [ 2 ]  |
| 2008 | 16-та Премія SBS драма                              | Нова зірка                                            | «Художник вітру»     | Перемога  | [ 2 ]  |
| 2009 | 45-та Премія мистецтв Пексан                        | Краща нова акторка телебачення                        | «Художник вітру»     | Номінація |        |
| 2009 | 23-тя Премія KBS драма                              | Краща нова акторка телебачення                        | «Моя прекрасна леді» | Номінація |        |
| 2010 | 18-та Премія SBS драма                              | Excellence Award, Actress in a Special Planning Drama | «Все Окей донечко»   | Номінація |        |
| 2011 | 48 премія Великий дзвін                             | Краща нова акторка                                    | «Війна стріл»        | Перемога  |        |
| 2011 | 32-а Кінопремія Блакитний Дракон                    | Краща нова акторка                                    | «Війна стріл»        | Перемога  |        |
| 2011 | 9-та Премія корейського стилю                       | Кращий костюм року                                    |                      | Перемога  | [ 3 ]  |
| 2011 | 3-тя азійська ювілірна премія                       | Діамантова нагорода в категорії акторка               |                      | Перемога  | [ 4 ]  |
| 2011 | 27-а Корейська премія Best Dressed Swan             | Кращий костюм в категорії акторки телебачення         |                      | Перемога  | [ 5 ]  |
| 2011 | 19-та Корейська премія культури та розваг           | Найкраща акторка фільму                               | «Війна стріл»        | Перемога  | [ 6 ]  |
| 2011 | 19-та Корейська премія культури та розваг           | Найкраща акторка телебачення                          | «Людина принцеси»    | Перемога  | [ 6 ]  |
| 2011 | 25-та Премія KBS драма                              | Краща пара разом з Пак Сі Ху                          | «Людина принцеси»    | Перемога  | [ 7 ]  |
| 2011 | 25-та Премія KBS драма                              | Премія популярності                                   | «Людина принцеси»    | Перемога  | [ 7 ]  |
| 2011 | 25-та Премія KBS драма                              | Найкраща акторка середньотривалої драми               | «Людина принцеси»    | Номінація | [ 7 ]  |
| 2011 | 25-та Премія KBS драма                              | Найкраща акторка                                      | «Людина принцеси»    | Перемога  | [ 7 ]  |
| 2012 | 48-а Премія мистецтв Пексан                         | Краща акторка телебачення                             | «Людина принцеси»    | Номінація |        |
| 2012 | 7-а Сеульська міжнародна премія драми               | Видатна Корейська акторка                             | «Людина принцеси»    | Номінація |        |
| 2012 | 1-а Премія зірок K-драми                            | Премія високої майстерності                           | «Хороший хлопець»    | Номінація |        |
| 2012 | 26-та Премія KBS драма                              | Краща пара разом з Сон Чжун Кі                        | «Хороший хлопець»    | Перемога  | [ 8 ]  |
| 2012 | 26-та Премія KBS драма                              | Премія Нетізен                                        | «Хороший хлопець»    | Перемога  | [ 9 ]  |
| 2012 | 26-та Премія KBS драма                              | Найкраща акторка середньотривалої драми               | «Хороший хлопець»    | Номінація |        |
| 2012 | 26-та Премія KBS драма                              | Найкраща акторка                                      | «Хороший хлопець»    | Перемога  | [ 10 ] |
| 2013 | 53-й Телевізійний фестиваль в Монте-Карло           | Видатна акторка в телесеріалі                         | «Людина принцеси»    | Номінація |        |
| 2013 | 8-ма Сеульська міжнародна премія драми              | Видатна Корейська акторка                             | «Хороший хлопець»    | Номінація |        |
| 2013 | 21-а Корейська премія культури та розваг            | Найкраща акторка телебачення                          | «Добрий лікар»       | Номінація |        |
| 2013 | 6-та Премія корейської драми                        | Найкраща акторка                                      | «Добрий лікар»       | Номінація |        |
| 2013 | 2-га Премія «Зірок МААТР»                           | Найкраща акторка                                      | «Добрий лікар»       | Номінація |        |
| 2013 | 27-ма Премія KBS драма                              | Краща пара разом з Чу Воном                           | «Добрий лікар»       | Перемога  | [ 11 ] |
| 2013 | 27-ма Премія KBS драма                              | Нагорода популярності (акторка)                       | «Добрий лікар»       | Перемога  | [ 11 ] |
| 2013 | 27-ма Премія KBS драма                              | Найкраща акторка середньотривалої драми               | «Добрий лікар»       | Перемога  | [ 11 ] |
| 2013 | 27-ма Премія KBS драма                              | Найкраща акторка                                      | «Добрий лікар»       | Номінація | [ 11 ] |
| 2014 | 9-та Сеульська міжнародна премія драми              | Видатна Корейська акторка                             | «Добрий лікар»       | Номінація |        |
| 2015 | 19-й Міжнародний кінофестиваль фантастики у Пучхоні | нагорода «Вибір продюсерів»                           | «Прогноз кохання»    | Перемога  |        |
| 2016 | 35-та Премія MBC драма                              | Найкраща акторка мінісеріалу                          | «Бувай містер Блек»  | Номінація |        |